# Ópályi

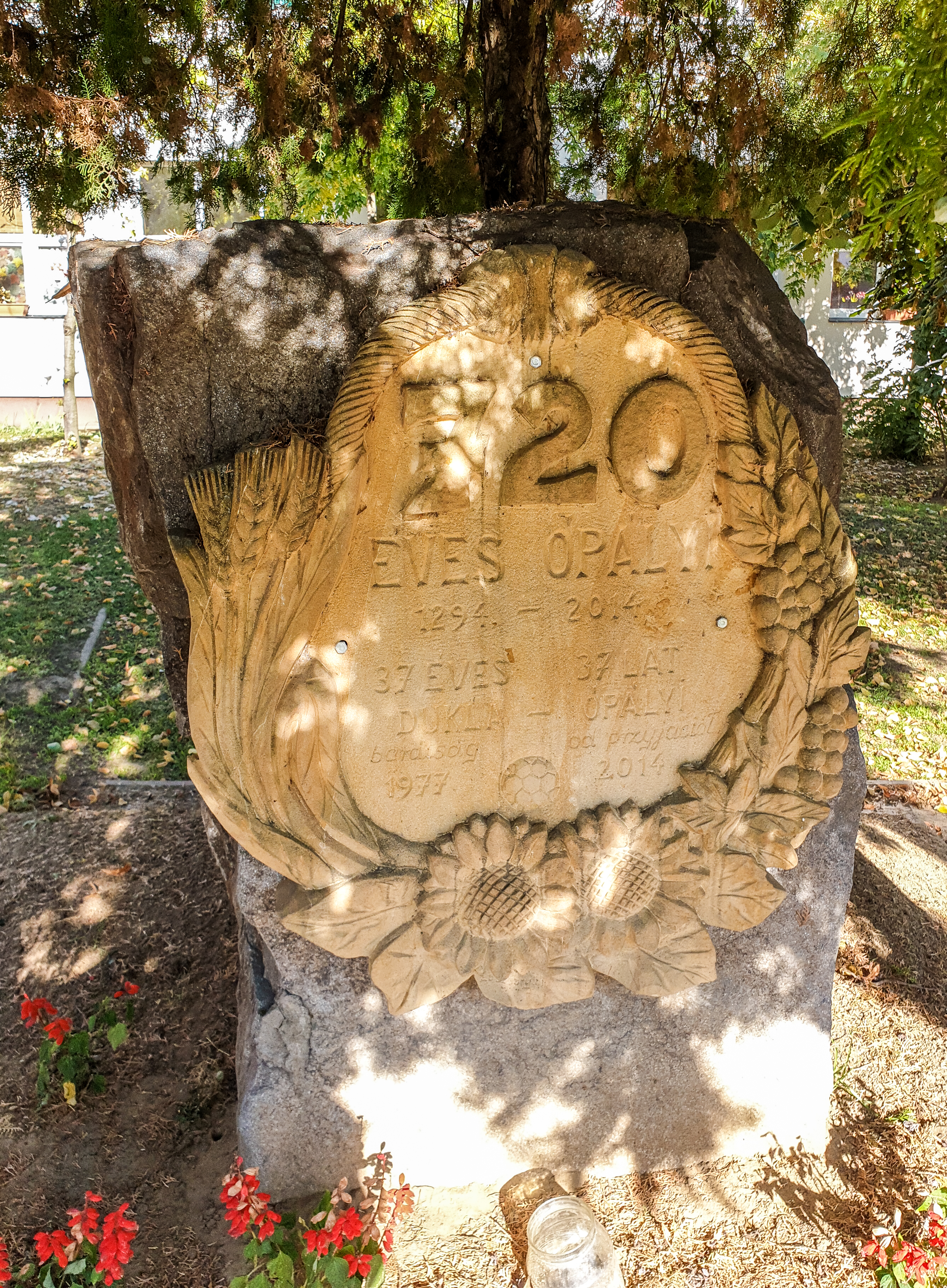
Emléktábla a község 720 éves fennállásának valamint a Dukla lengyel településsel fennálló 37 éves barátságának emlékére 2014-ből

Ópályi község Szabolcs-Szatmár-Bereg vármegyében, a Mátészalkai járásban.

## Fekvése
Mátészalkától 4 kilométerre északra, a Kraszna partján helyezkedik el.
A szomszédos települések: észak felől Nagydobos, északkelet felől Szamosszeg, dél felől Mátészalka, nyugat felől Papos, északnyugat felől pedig Nyírparasznya. Csak kevés híja van annak, hogy nem határos délnyugat felől még Jármival is.

### Megközelítése
Legfontosabb közúti elérési útvonala a 4117-es út, ezen érhető el Mátészalka és Vásárosnamény felől is. Vajával a 4116-os út köti össze.
Vonattal elérhető a Mátészalka–Záhony-vasútvonalon; a vonal Ópályi megállóhelye a belterület nyugati széle közelében helyezkedik el, nem messze északra a 4116-os út vasúti keresztezésétől; közúti elérését az abból kiágazó 41 324-es számú mellékút teszi lehetővé.

## Története
Ópályit 1294-ben említi először írásban III. András ítéletlevele. A település már a honfoglalás előtt is lakott volt, ezt igazolják azok a leletek, melyeket a Jósa András Múzeumban őriznek. A település neve a latin Paulból származik, a Pauli alakból (Pálé, Pál birtoka). A falu lakói az évszázadok során sokat szenvedtek a tatárdúlástól, majd járványok tizedelték lakóit. Szlovák, ruszin betelepülés is történt, mint azt a ma használatos személynevek is igazolják. A század elején jelentős zsidó lakosság élt, napjainkban a cigány kisebbséghez tartozók száma, ill. aránya van emelkedőben.
A falu késői fejlődésére mindenképpen hatással van a térség kulturális és gazdasági központja, Mátészalka. Infrastrukturális szempontból az ország élmezőnyébe tartozik Ópályi.[forrás?] A 90-es évek előtt szilárd burkolatú utak épültek és vezetékes ivóvízhálózat. A 90-es évek után a fejlődés felgyorsult, előbb a telefonhálózat, majd 1993-ban a gázhálózat, 1995-ben a szennyvízhálózat valósult meg. Az utóbbi években felújították a Nyírparasznyai utat, a Széchenyi utcát, amely 6 méter széles aszfaltburkolatot kapott, megújult a Kraszna híd, a vasútállomás peronja. 2000-ben a régi görögkatolikus temetőből kialakították a Millenniumi Emlékparkot, megkezdték az iskola bővítését 10 tanteremmel konyhával és ebédlővel. 2001-ben, az évek óta beázó iskola tető felújítására került sor megyei vis maior támogatásból, egy utca az árvízi védekezés során károsodást szenvedett, ennek felújítása megtörtént. Felújították a labdarúgó pálya gyepszőnyegét. 2000-ben bevezették a rendszeres szemétszállítást. Megkezdték a község közterületeinek, köztereinek parkosítását, virágosítását. Pályázat útján sikerült egy traktort tolólappal, és a hozzátartozó munkagépekkel beszerezni. A fejlesztésekhez szükséges támogatásokat pályázat útján vagy a Megyei Területfejlesztési Tanács, vagy a Megyei Munkaügyi Központ, vagy az OFA, vagy a kormány biztosította, amihez a saját erőt minden esetben hozzá kellett tenni.
Sajnos nem fejlődtek még ki olyan vállalkozások Ópályiban, melyek a foglalkoztatás gondját meg tudnák oldani. Legjelentősebb foglalkoztató az önkormányzat és intézményei, emellett kisebb 1-2 személyes családi vállalkozások működnek. Jelentős számú dolgozó kap munkalehetőséget Mátészalka üzemeiben.
A cigány kisebbség felemeléséért felújítottak több mint 40 lakást, telkeket alakítottak ki, megoldották a belvíz-elvezetést lakóterületükön, több mint 600 méter járdát építettek, beindították a felnőttképzést a 7. és 8. osztály elvégzésére, az óvodában új csoportot indítottak részükre, az iskolában felzárkóztató foglalkozásokon vesznek részt.
Az utóbbi években bevezették az általános iskolában az alapfokú művészeti oktatást, az úszásoktatást. Aktív sportélet folyik , megyei II. osztályú felnőtt és ifjúsági csapat, serdülő és utánpótlás csapat, és az Ópályi Öregfiúk csapata rendszeres játszik bajnokságokban. A női és férfi kézilabda csapatuk megyei I. osztályban szerepel.
A lakosok hitéletének gyakorlására a görög-katolikus, a római katolikus és  a református egyház ad lehetőséget. Az Ópályiak Baráti Köre évek óta kiemelkedő rendezvényekkel szolgálja ki a település, és a környék lakóit. Az Ópályiak Világtalálkozói, Majálisok, Arató Ünnepek színesítik a falu életét. 1995-óta jelenik meg az Ópályi Hírlap a Baráti Kör gondozásában. Mazsorett csoportot, modern tánccsoportot , néptánc-csoportot hoztak létre. Megalakult a Cinkés Zenekar. Ezek a csoportok évek óta sikerrel szerepelnek megyei és környékbeli rendezvényeken, Ki Mit Tud-okon. Pályázat útján sikerült létrehozni a község információs központját, a TELEHÁZ-at.
Az Ópályiakért Alapítvány az Ópályi Általános Iskola Tanulóiért Közalapítvány segíti a falu rászoruló, illetve arra érdemes lakóit.
Létrehozták a Jókai Mór Általános Művelődési Központot, integrálva a faluban folyó oktató- nevelő munkát a közművelődési feladatokat, és az idősekről való gondoskodást.
A költségvetés majdnem 30%-át teszi ki a 69 millió Ft-os éves segélykeret. A Bursa Hungarica pályázat keretében 45 fiatalt támogatnak.
A község lakói javarészt dolgos emberek, egyre kevesebben élnek mezőgazdaságból származó jövedelemből.

## Közélete

### Polgármesterei
- 1990–1994: Demcsák Bertalan (független)[3]
- 1994–1998: Demcsák Bertalan (független)[4]
- 1998–2002: Erdélyi Miklós (független)[5]
- 2002–2006: Erdélyi Miklós (Összefogás Megyénkért)[6]
- 2006–2010: Erdélyi Miklós (Összefogás Megyénkért)[7]
- 2010–2014: Erdélyi Miklós (független)[8]
- 2014–2016: Erdélyi Miklós (független)[9]
- 2017–2019: Herdon János (független)[10][11]
- 2019–2024: Herdon János (független)[12]
- 2024– : Dr. Bálint Albert (Fidesz-KDNP)[1]

A településen 2017. március 5-én időközi polgármester-választást (és képviselő-testületi választást) kellett tartani, mert a képviselő-testület az előző év novemberében feloszlatta magát. A választáson hét jelölt indult a polgármesteri címért, köztük az addigi településvezető is, aki azonban csak a második helyet tudta megszerezni, közel 200 szavazattal lemaradva a győztestől.

## Népesség
A település népességének változása:
| Lakosok száma | 2968 | 2967 | 3004 | 3093 | 2894 | 2976 | 2977 |
|               | 2013 | 2014 | 2015 | 2021 | 2022 | 2023 | 2024 |

2001-ben a település lakosságának 83%-a magyar, 17%-a cigány nemzetiségűnek vallotta magát.
A 2011-es népszámlálás során a lakosok 92%-a magyarnak, 20,2% cigánynak, 0,2% románnak, 0,2% ukránnak mondta magát (8% nem nyilatkozott; a kettős identitások miatt a végösszeg nagyobb lehet 100%-nál). A vallási megoszlás a következő volt: római katolikus 6,9%, református 40,7%, görögkatolikus 26,1%, felekezeten kívüli 11,3% (12,6% nem válaszolt).
2022-ben a lakosság 91,1%-a vallotta magát magyarnak, 14,8% cigánynak, 0,4% ukránnak, 0,1-0,1% horvátnak, románnak és lengyelnek, 1% egyéb, nem hazai nemzetiségűnek (8,8% nem nyilatkozott; a kettős identitások miatt a végösszeg nagyobb lehet 100%-nál). Vallásuk szerint 5,3% volt római katolikus, 22% református, 19,1% görög katolikus, 1,2% egyéb keresztény, 0,1% ortodox, 10,3% felekezeten kívüli (41,8% nem válaszolt).

## Nevezetességei
- Millennium Park,
- Október 23 emlékszobor
- Falumúzeum

## Itt születtek, itt éltek
- Horpácsik János (Bucsu, 1903. március 28. – Ópályi, 1985. április) – néptáncos, a Népművészet mestere.